# Massaria anomia
Massaria anomia är en svampart som först beskrevs av Ludwig David von Schweinitz, och fick sitt nu gällande namn av Franz Petrak 1923. Massaria anomia ingår i släktet Massaria och familjen Massariaceae.  Arten är reproducerande i Sverige. Inga underarter finns listade i Catalogue of Life.